# Alejandro Puerto
Alejandro Puerto (n. 1 octombrie 1964, Pinar del Río, Cuba) este un luptător ce a reprezentat Cuba, medaliat olimpic. A participat la 2 ediții ale Jocurilor Olimpice (1992, 1996) în care a câștigat o medalie de aur.